# (3808) Tempel
(3808) Tempel – planetoida z pasa głównego asteroid okrążająca Słońce w ciągu 3,51 lat w średniej odległości 2,31 au. Została odkryta 24 marca 1982 roku w Obserwatorium Karla Schwarzschilda w Tautenburgu przez Freimuta Börngena. Nazwa planetoidy pochodzi od nazwiska Wilhelma Templa – niemieckiego astronoma, odkrywcy m.in. 21 komet i 5 planetoid.